# Гранцова, Адель
Аде́ль Гра́нцова, иногда также Гранцо́в (фр. Adèle Grantzow; 1 января 1845, Брауншвейг, герцогство Брауншвейг — 7 марта 1877, Берлин, королевство Пруссия) — артистка балета немецкого происхождения, в начале карьеры танцевавшая в Брауншвейге и Ганновере; в 1866—1868 годах работала в Париже, в 1865—1870 годах выступала в России.

## Биография
Родилась в балетной семье. Училась у своего отца, балетмейстера Брауншвейгской оперы, и в Париже, у мадам Доменик. Артистическую карьеру начала в Брауншвейге, затем стала солисткой Ганноверского театра. 
Начиная с 1865 года регулярно танцевала в России, на сцене Императорских театров. Дебютировала на сцене петербургского Большого театра 15 (27) ноября 1865 года в заглавной партии в балете Артура Сен-Леона «Фиаметта», специально возобновлённого по этому случаю. Имела столь огромный успех у зрителей, что выходила на вызовы публики 22 раза. 
Сен-Леон особенно благоволил к балерине — она часто танцевала главные партии в его балетах в России, а затем с его подачи и в различных театрах Европы. 
В 1866 году по рекомендации Сен-Леона Гранцова была приглашена в парижскую Императорскую оперу, где она могла выступать в летнее время, когда была свободна от других театральных контрактов. Дебютировав на сцене 
театра Ле Пелетье в «Жизели», она сразу очаровала парижскую публику. Сен-Леон тут же начал с ней готовить премьеру своего нового балета — однако, так как премьера «Ручья» по различным причинам задерживалась, балерина была вынуждена уехать, и в главной партии её заменила Гульельмина Сальвиони. Когда Адель вернулась в Париж в следующем, 1867 году, и наконец смогла исполнить партию Наилы, публика восприняла её дебют как настоящую премьеру балета. 
В начале 1868 года Гранцова имела громкий успех в Санкт-Петербурге при возобновлении  балета «Корсар» — специально для неё Мариус Петипа  добавил в спектакль картину «Оживлённый сад», ставшую классической для русской хореографии. Весной того же года она вместе с Сен-Леоном была в Италии, где исполнила в Муниципальном театре Триеста свою коронную роль Фиаметты (балетмейстер осуществил здесь свою постановку под названием «Пламя любви»).
С окончанием петербургского сезона Гранцова вновь вернулась в Париж, где Сен-Леон в расчёте на её дарование всё лето работал с ней над новым балетом «Коппелия». Артистка должна была исполнить партию Сванильды, но премьера с её участием опять не состоялась — она серьёзно заболела и балетмейстер отложил премьеру до следующего года; однако и сезон 1869 года прошёл в Париже также без неё. Так как Сен-Леона не устраивали другие артистки, весь год он безуспешно искал себе новую исполнительницу, озадачивая этим даже Делиба, находившегося в Италии. В итоге премьера состоялась лишь в мае 1870 года — роль Сванильды исполнила другая ученица мадам Доменик, 16-летняя Джузеппина Бозакки. Ровно шесть месяцев спустя, ослабленная голодом, она умерла от эпидемии, охватившей осаждённый немцами город.  
Карьера Адель Гранцовой также резко оборвалась на взлёте. В сезоне 1870 года она ещё танцевала в Петербурге. Однако затем повредила себе ногу и умерла в 1877 году в возрасте 32 лет от последствий неудачной операции. 

## Репертуар

#### Императорские театры, Россия
Большой театр, Санкт-Петербург
- 15 (27) ноября 1865 — Фиаметта, «Фиаметта, или Торжество любви» А. Сен-Леона (возобновление балета)
- Царь-девица, «Конёк-Горбунок» Ц. Пуни, постановка А. Сен-Леона
- Жизель, «Жизель» А. Адана, постановка Ж. Перро[уточнить]
- 25 января 1868 — Медора, «Корсар» Л. Минкуса, постановка М. Петипа (возобновление балета с добавлением картины «Оживлённый сад»* на музыку Л. Делиба).
- 21 октября (2 ноября) 1869 — главная роль**, «Лилия[англ.]» (редакция балета «Ручей»), постановка А. Сен-Леона.
- 1 ноября 1870 — Катарина**, «Катарина, дочь разбойника» Ц. Пуни, постановка М. Петипа по балету Ж. Перро.

Большой театр, Москва
- 1 декабря 1866 — Царь-девица**, «Конёк-Горбунок» Ц. Пуни, постановка А. Сен-Леона (Иванушка — В. Гельцер, Хан — В. Ваннер).

#### Императорская Опера, Париж
- 1866 — Жизель, «Жизель» А. Адана — парижский дебют
- Немея, «Немея, или Отмщённый Амур» (редакция балета «Фиаметта»), музыка Л. Минкуса, постановка А. Сен-Леона
- Лиза, «Тщетная предосторожность» Л. Герольда, постановка А. Сен-Леона по балету Ж. Омера
- 1867 — Наила, «Ручей[англ.]» Л. Минкуса и Л. Делиба, постановка А. Сен-Леона

#### Муниципальный театр, Триест
- 15 марта 1868 — Фиаметта**, «Пламя любви» (итал. Fiamma d’Amore, редакция балета «Фиаметта»), постановка А. Сен-Леона.

(*) — первая исполнительница партии.

(**) — первая исполнительница партии при постановке на данной сцене.